# Мосьпанове
Мосьпа́нове — село в Україні, у Чугуївському районі Харківської області. Населення становить 1050 осіб. Орган місцевого самоврядування — Малинівська селищна громада, раніше — Мосьпанівська сільська рада.

## Географія
Село Мосьпанове знаходиться біля витоків річки Крайня Балаклійка, нижче за течією на відстані 3 км розташоване село Явірське. Село витягнуто вздовж річки на 9 км, по ньому протікають численні струмки з загатами. За 2 км розташоване село Вовчий Яр.

## Історія
- 1830 — дата заснування[2] .

## Економіка
- Молочно-товарна ферма.
- Цегельний завод. Зруйнований у 2003 р.
- Птахофабрика. Зруйнована у 2001 р.
- Млин.
- Олійня.
- ВАТ «Мосьпановське».
- ПП «Скіф».

## Об'єкти соціальної сфери
- Дитячий садок.
- Школа.
- Будинок культури.
- Лікарня.